# Salvis iuribus
Salvis iuribus, diffusa anche nella forma medievale salvis juribus, è una locuzione latina utilizzata in giurisprudenza, al termine di atti o di lettere, che sta a significare fatti salvi i diritti.
In sostanza, è una formula onnicomprensiva e cautelativa, che serve a indicare l'intenzione dello scrivente di avvalersi di tutti i mezzi a propria disposizione per tutelare i propri diritti.